# Linia kolejowa Białokurowicze – Owrucz
Linia kolejowa Białokurowicze – Owrucz – linia kolejowa na Ukrainie łącząca stację Białokurowicze ze stacją Owrucz. Zarządzana jest przez dyrekcję korosteńską Kolei Południowo-Zachodniej (oddział ukraińskich kolei państwowych).
Znajduje się w obwodzie żytomierskim. Linia na całej długości jest niezelektryfikowana, w większości jednotorowa z wyjątkiem odcinka Ostriw – Owrucz, na którym pokrywa się z przebiegiem linii Owrucz – Korosteń i jest dwutorowa.

## Historia
Linia powstała w Związku Sowieckim. Od 1991 znajduje się na Ukrainie.